# Contra-compositie XX
Contra-compositie XX (Duits: Kontra-Komposition XX, Engels: Counter-composition XX, Frans: Contre-composition XX, Italiaans: Contro-composizione XX), ook Elementaire compositie genoemd, is een schilderij van de Nederlandse schilder Theo van Doesburg in privébezit in Zwitserland.

## Het werk
Contra-compositie XX is gebaseerd op een studie in het boekje Unique Studies for Compositions. Bij deze studie staan onder meer de opschriften ‘Contre comp. XX 1927’ en ‘Spanje’. In 1927 bracht Van Doesburg een bezoek aan Spanje, waar hij onder meer de stad San Sebastian bezocht. Hier maakte hij vier studies voor contra-composities. Van deze vier studies werkte hij er later drie uit tot schilderij, waaronder Contra-compositie XX. De overige twee schilderijen zijn Contra-compositie XVIII (verloren gegaan) en Contra-compositie XXI. De vlakverdeling van Contra-compositie XX doet denken aan die van Contra-compositie V uit 1924.

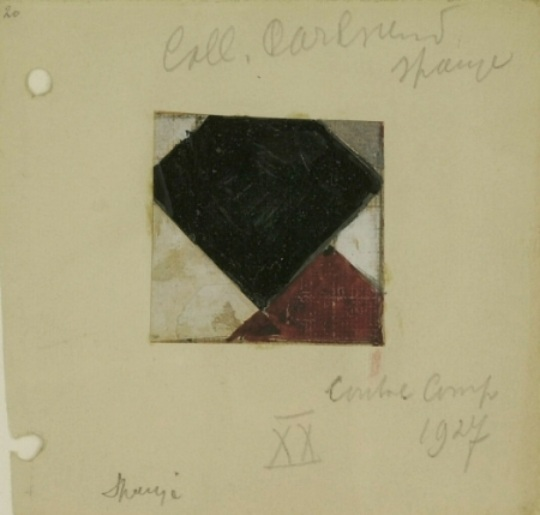
Theo van Doesburg. Studie voor Contra-compositie XX. 1927. Potlood, Oost-Indische inkt en gouache op papier. 5 × 5 cm. Otterlo, Kröller-Müller Museum.

## Herkomst
Van Doesburg verkocht het werk in 1930 voor FRF 1.000,– aan de Zweedse schilder en mede-oprichter van de kunstenaarsvereniging Art Concret, Otto Carlsund. De verkoop moet kort voor 23 januari van dat jaar plaatsgevonden hebben, want op die datum schrijft Van Doesburg aan zijn vriend Anthony Kok: ‘Dat wat Lena heeft [Contra-compositie XVIII] behoort tot een serie van 4, waarvoor ik de studies in Spanje, in 1927 verwerkte. Een hiervan [Contra-compositie XX] heb ik te Barcelona in de Galerie Dalmaû geëxposeerd en voor kort geleden hier in Parijs, aan een Deensche [sic] verzamelaar verkocht. [...] Ik verkocht het op de foto, daar de verzamelaar het al kende van een expositie in Parijs’. Om onbekende reden retourneerde Carlsund het schilderij via Marcel Wantz aan Van Doesburg. Op 15 maart 1930 kocht Carlsund voor bijbetaling van FRF 100,– een ander schilderij van Van Doesburg, getiteld Contra-compositie. Contra-compositie XX kwam vervolgens via Van Doesburgs weduwe, Nelly van Doesburg, tussen 1932 en 1937 in het bezit van Carola Giedion-Welcker, echtgenote van Sigfried Giedion, en bevindt zich tegenwoordig in Zwitsers privébezit.

## Tentoonstellingen
Contra-compositie XX maakte deel uit van de volgende tentoonstellingen:
- Premier Salon d'Art Français Indépendants, 8 februari-10 maart 1929, Palais des Expositions, Parijs (als Composition élémentaire, 1928).
- Exposición de arte moderno nacional y extranjero, 31 oktober-15 november 1929, Galerías Dalmau, Barcelona (als Composition élementariste [sic]).
- ‘1940’. Deuxième exposition Rétrospective Van Doesburg, 15 januari-1 februari 1932, Porte de Versailles Parc des Expositions, Parijs (als Composition élémentaire, 1928).
- Konstruktivisten, 16 januari-14 februari 1937, Kunsthalle, Bazel.
- Konkrete Kunst. 50 Jahre Entwicklung, 8 juni-14 augustus 1960, Helmhaus, Zürich (als composition élémentaire, 1924).
- Van Doesburg and the International Avant-Garde, 20 oktober 2009-3 januari 2010, Stedelijk Museum De Lakenhal, Leiden (als Counter-Composition XX, ca. 1928).
- Van Doesburg and the International Avant-Garde, 4 februari-16 mei 2010, Tate Modern, Londen (idem).